# Echium wildpretii
Echium wildpretii là loài thực vật có hoa trong họ Mồ hôi. Loài này được H.Pearson ex Hook.f. mô tả khoa học đầu tiên năm 1902.